# 比约雅克
比约雅克（法語：Bieujac，法語發音：[bjœʒak]）是法国吉伦特省的一个市镇，属于朗贡区。该市镇总面积6.97平方公里，2009年时的人口为494人。

## 人口
比约雅克人口变化图示